# Madrid–Levante nagysebességű vasútvonal
A Madrid–Levante nagysebességű vasútvonal egy részben építés alatt álló kétvágányú 25 kV 50 Hz-cel villamosított nagysebességű vasútvonal Madrid és Levante régió között. A vonal Valenciáig már elkészült 391 km hosszan. 2010. december 18-án indult meg a forgalom rajta. Ha teljesen elkészül, az engedélyezett sebesség 350 km/h lesz rajta. A vonal normál nyomtávú, akárcsak a teljes AVE nagysebességű hálózat. A hagyományos spanyol vasúthálózattal nem kompatibilis, a hagyományos hálózat 1 668 mm-es széles nyomtávval épült. Építése kb. 6 milliárd euróba került.
A vonatok az eddigi 4 óra helyett mindössze 1 óra 33 perc alatt teszik meg Madrid és Valencia  között az utat,  ahol évi 3,6 millió utasra számítanak. Valencia és Madrid között minden nap 15 vonatpár, összesen 30 vonat közlekedik.